# 北海道の観光地

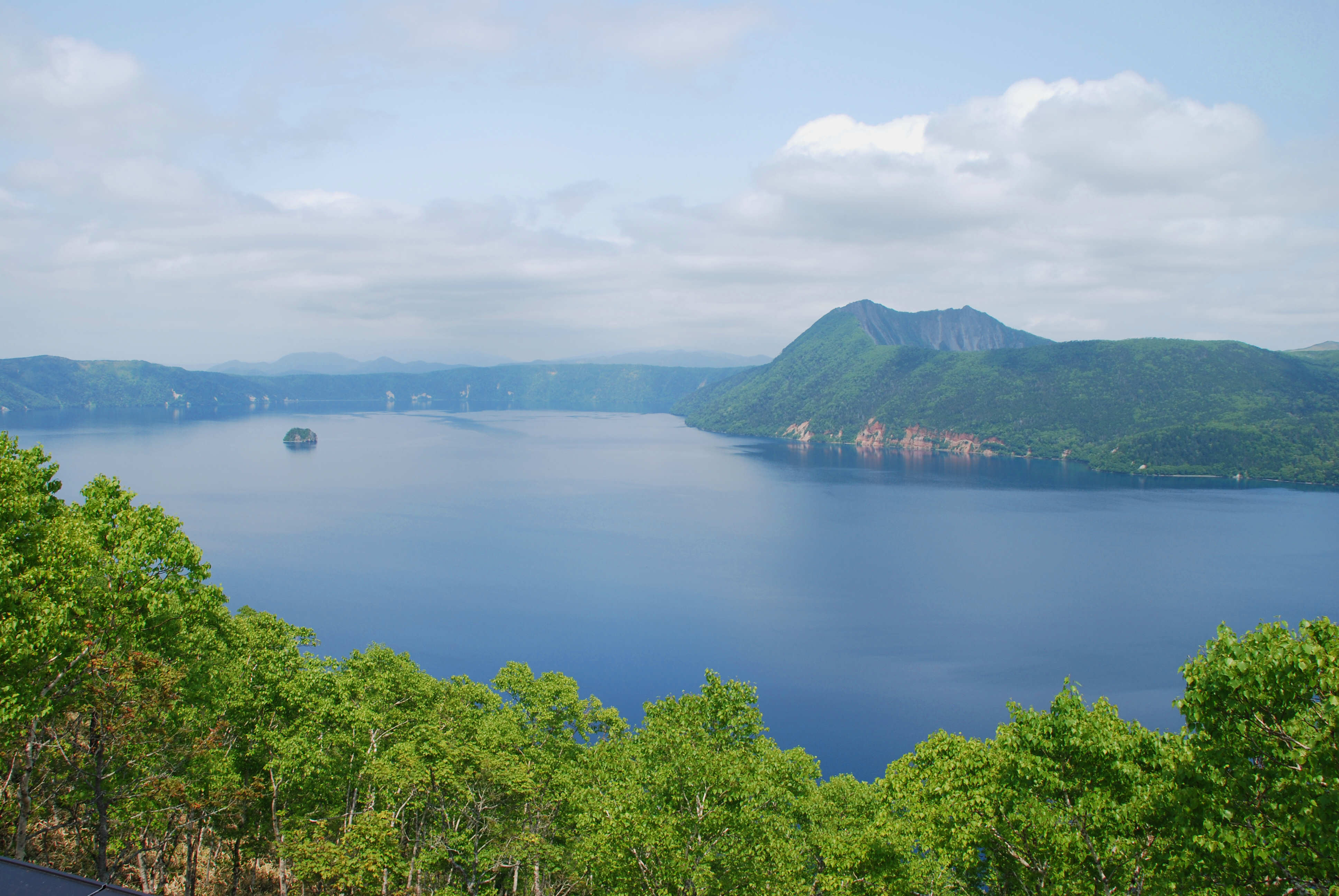
摩周湖

北海道の観光地（ほっかいどうのかんこうち）は、北海道内の主要な観光地に関する項目である。「北海道」はブランド総合研究所による「都道府県の魅力度ランキング」で2018年現在、10年連続で1位に選ばれるなど人気が高い観光地である。

## 対象別

### 文化財等

#### 世界遺産
- 知床
- 北海道・北東北の縄文遺跡群
  - キウス周堤墓群
  - 北黄金貝塚
  - 入江・高砂貝塚
  - 大船遺跡
  - 垣ノ島遺跡

- 知床（知床五湖）
- 北黄金貝塚

#### 国の名勝
- 旧岩船氏庭園（香雪園）（函館市）
- 天都山（網走市）
- ピリカノカ（名寄市・石狩市・枝幸町・浜頓別町・えりも町・遠軽町・豊浦町・室蘭市・帯広市・中札内村・平取町・新冠町）
  - 九度山（クトウンヌプリ）
  - 黄金山（ピンネタイオルシペ）
  - 神威岬（カムイエトウ）
  - 襟裳岬（オンネエンルム）
  - 瞰望岩（インカルシ）
  - カムイチャシ
  - 絵鞆半島外海岸
  - 十勝幌尻岳（ポロシリ）
  - 幌尻岳（ポロシリ）
  - オキクルミのチャシ及びムイノカ

- 旧岩船氏庭園（香雪園）園亭
- 天都山遠望
- 神威岬

#### 特別天然記念物
- 阿寒湖のマリモ
- 野幌原始林
- アポイ岳高山植物群落
- 昭和新山
- 大雪山

- マリモ
- 昭和新山
- 大雪山

#### 重要伝統的建造物群保存地区
- 元町・末広町（函館市）

- 元町・末広町

#### 重要文化的景観
- アイヌの伝統と開拓による沙流川流域の文化的景観

#### 登録記念物
- 函館公園

- 函館公園

#### 重要文化財・史跡等
特別史跡
- 五稜郭

- 重要文化財 函館ハリストス正教会
- 特別史跡 五稜郭
- 北海道指定天然記念物 樽前山熔岩円頂丘

#### 文化施設
博物館・美術館
水族館
- 新さっぽろサンピアザ水族館
- サケのふるさと 千歳水族館
- おたる水族館
- 市立室蘭水族館
- 登別マリンパークニクス
- 稚内市立ノシャップ寒流水族館
- オホーツクとっかりセンター
- 山の水族館
- 標津サーモン科学館

- 北海道立文学館
- 小樽市総合博物館
- 札幌芸術の森美術館
- 中札内美術村

#### その他
- 洞爺湖有珠山ジオパーク
- アポイ岳ジオパーク
- 白滝ジオパーク
- 三笠ジオパーク
- とかち鹿追ジオパーク
- 十勝岳ジオパーク
- シリパ岬
- 北海道遺産
- 北海道ガーデン街道

- タウシュベツ川橋梁
- ニッカウヰスキー余市蒸溜所
- 六花の森
- シリパ岬

### 公園等

#### 国立・国定・国営公園
- 国立公園
  - 利尻礼文サロベツ国立公園
  - 支笏洞爺国立公園
  - 大雪山国立公園
  - 阿寒摩周国立公園
  - 知床国立公園
  - 釧路湿原国立公園
  - 日高山脈襟裳十勝国立公園
- 国定公園
  - ニセコ積丹小樽海岸国定公園
  - 大沼国定公園
  - 暑寒別天売焼尻国定公園
  - 網走国定公園
  - 厚岸霧多布昆布森国定公園
- 国営公園
  - 滝野すずらん丘陵公園

- 利尻礼文サロベツ国立公園（利尻山）
- 大雪山国立公園（旭岳）
- 阿寒湖
- ニセコ積丹小樽海岸国定公園（神威岬）
- 大沼国定公園（大沼）

#### ラムサール条約登録地域
- 釧路湿原
- クッチャロ湖
- ウトナイ湖
- 霧多布湿原
- 厚岸湖・別寒辺牛湿原
- 宮島沼
- 雨竜沼湿原
- サロベツ原野
- 濤沸湖
- 阿寒湖
- 野付半島・野付湾
- 風蓮湖・春国岱
- 大沼

- 釧路湿原
- ウトナイ湖
- 霧多布湿原
- サロベツ原野
- 濤沸湖

#### 道立自然公園
- 恵山道立自然公園
- 道立自然公園野幌森林公園
- 松前矢越道立自然公園
- 朱鞠内道立自然公園
- 天塩岳道立自然公園
- 野付風蓮道立自然公園
- 斜里岳道立自然公園
- 北オホーツク道立自然公園
- 狩場茂津多道立自然公園
- 富良野芦別道立自然公園
- 檜山道立自然公園

- 恵山道立自然公園（恵山）
- 道立自然公園野幌森林公園
- 野付風蓮道立自然公園（トドワラ）
- 北オホーツク道立自然公園（クッチャロ湖）

#### 道立都市公園
- 北海道立真駒内公園
- 北海道子どもの国
- 北海道立野幌総合運動公園
- 北海道立オホーツク公園
- 北海道立宗谷ふれあい公園
- 北海道立ゆめの森公園
- 北海道立道南四季の杜公園
- 北海道立十勝エコロジーパーク
- 北海道立噴火湾パノラマパーク
- 北海道立サンピラーパーク
- 北海道立オホーツク流氷公園

- 北海道立真駒内公園
- 北海道立宗谷ふれあい公園
- 北海道立噴火湾パノラマパーク
- 北海道立オホーツク流氷公園

#### 大型公園・動物園・植物園・遊園地
大型公園
動物園・植物園・遊園地
- 北きつね牧場
- 旭川市旭山動物園
- 札幌市円山動物園
- サホロリゾート ベア・マウンテン
- ノースサファリサッポロ
- のぼりべつクマ牧場
- おびひろ動物園
- 釧路市動物園
- 昭和新山熊牧場
- 釧路フィッシャーマンズワーフMOO
- いわみざわ公園
- 平岡樹芸センター
- 札幌市豊平公園緑のセンター
- 北海道大学植物園
- 北邦野草園
- 函館市熱帯植物園
- 帯広市野草園
- 北海道グリーンランド
- ルスツリゾート

- 中島公園
- モエレ沼公園
- 札幌市円山動物園
- 北海道グリーンランド

#### 恋人の聖地
- 愛国駅・幸福駅
- 朝里岳山頂「ニイサの鐘」／キロロリゾート
- 厚田公園展望台
- ひろおサンタランド

- 愛国駅
- 幸福駅

### 祭事・行事
- 千歳・支笏湖氷濤まつり
- さっぽろ雪まつり
- 旭川冬まつり
- 北の恵み　食べマルシェ
- 北海道音楽大行進
- 層雲峡氷瀑まつり
- 小樽雪あかりの路
- 北海道神宮例祭
- おたる潮まつり
- 北海ソーラン祭り
- YOSAKOIソーラン祭り
- 北海へそ祭り
- 沼田町夜高あんどん祭り
- 北見厳寒の焼き肉まつり
- 登別地獄まつり
- 木古内町寒中みそぎ祭り
- 姥神大神宮渡御祭

- さっぽろ雪まつり
- 小樽雪あかりの路
- 北見厳寒の焼き肉まつり
- 姥神大神宮渡御祭

## 地域別

### 道央

#### 空知総合振興局管内

##### 南空知
- 岩見沢市 - いわみざわ公園（北海道グリーンランド、バラ園など）、北村温泉、湯元岩見沢温泉なごみ、利根別自然公園、玉泉館跡地公園、岩見沢市絵画ホール・松島正幸記念館、いわみざわ彩花まつり、JOIN ALIVE、いわみざわ公園花火大会、きたむら田舎フェスティバル、ふるさと百餅祭り
- 美唄市 - アルテピアッツァ美唄、東明公園、日本一長い直線道路、中央公園、宮島沼
- 夕張市 - 滝の上公園、道の駅夕張メロード、マウントレースイ、夕張市石炭博物館、ゆうばり国際ファンタスティック映画祭
- 三笠市 - 三笠天然温泉太古の湯、三笠鉄道記念館、三笠市立博物館、道の駅三笠、桂沢湖
- 南幌町 - 三重湖公園
- 由仁町 - ユンニの湯、ゆにガーデン
- 長沼町 - 道の駅マオイの丘公園、ハイジ牧場、マオイオートランド
- 栗山町 - 栗山公園、北の錦記念館、栗の樹ファーム
- 月形町 - 月形樺戸博物館

- 岩見沢レールセンター
- 宮島沼
- 夕張市石炭博物館
- 栗山公園

##### 中空知
- 滝川市 - たきかわスカイパーク、道の駅たきかわ、滝川市郷土館、滝川市こども博物館
- 赤平市 - 日本一のズリ山階段
- 芦別市 - 芦別温泉、道の駅スタープラザ芦別、星空観察、カナディアンワールド、芦別健夏山笠
- 歌志内市 - 道の駅うたしないチロルの湯、悲別ロマン座
- 砂川市 - 砂川ハイウェイオアシス、日の出公園、北海道子どもの国、北光公園
- 奈井江町 - 道の駅ハウスヤルビ奈井江
- 上砂川町 - 悲別駅
- 浦臼町 - 道の駅つるぬま、浦臼神社
- 新十津川町 - ふるさと公園
- 雨竜町 - 雨竜沼湿原、道の駅田園の里うりゅう

- 三段滝
- 悲別ロマン座
- 浦臼神社
- 雨竜沼湿原

##### 北空知
- 深川市 - 道の駅ライスランドふかがわ、深川市桜山公園、丸山公園、音江環状列石
- 妹背牛町 - 妹背牛温泉
- 秩父別町 - 秩父別温泉、キッズスクエアちっくる、道の駅鐘のなるまち・ちっぷべつ
- 北竜町 - 道の駅サンフラワー北竜・サンフラワーパーク北竜温泉、ひまわりの里
- 沼田町 - ほろしん温泉、恵比島駅、沼田町夜高あんどん祭り

- 恵比島駅
- ひまわりの里

#### 石狩振興局管内
- 札幌市
  - 中央区 - 大通公園、北海道神宮、札幌市円山動物園、すすきの、札幌もいわ山ロープウェイ、さっぽろテレビ塔、JRタワー・札幌ステラプレイス、狸小路、中島公園・豊平館、大倉山・大倉山ジャンプ競技場、北海道庁旧本庁舎、札幌市時計台、札幌市中央卸売市場場外市場、旭山記念公園、北海道立近代美術館、二条市場、札幌競馬場、札幌市資料館、北海道大学植物園、北海道立三岸好太郎美術館、渡辺淳一文学館、円山公園、さっぽろばんけいスキー場、赤れんがテラス、円山原始林、北海道知事公館、さっぽろ雪まつり、YOSAKOIソーラン祭り、さっぽろライラックまつり、すすきのアイスワールド、さっぽろホワイトイルミネーション、さっぽろオータムフェスト、さっぽろ夏まつり、四番街まつり
  - 北区 - 北海道大学、札幌駅、百合が原公園、清華亭、石狩川、札幌農学校第2農場
  - 東区 - モエレ沼公園、雪印メグミルク酪農と乳の歴史館、札幌市美香保体育館、サッポロビール博物館・サッポロビール園、GOLDENマーケット
  - 白石区 - 川下公園、さっぽろライラックまつり
  - 豊平区 - 札幌ドーム、さっぽろ羊ヶ丘展望台、西岡公園、八紘学園花菖蒲園
  - 南区 - 定山渓温泉、豊平峡温泉、豊平峡ダム、定山渓ダム、滝野すずらん丘陵公園、札幌国際スキー場、北海道立真駒内公園（真駒内屋内競技場、札幌市豊平川さけ科学館など）、札幌芸術の森、札幌藻岩山スキー場、藻岩山、エドウィン・ダン記念館、パシフィック・ミュージック・フェスティバル
  - 西区 - 白い恋人パーク、平和の滝、農試公園、レンガの館
  - 厚別区 - 道立自然公園野幌森林公園（北海道開拓の村、北海道博物館、北海道百年記念塔など）、札幌市青少年科学館、新さっぽろアークシティ サンピアザ（サンピアザ水族館、カテプリなど）
  - 手稲区 - 前田森林公園、サッポロテイネ、手稲山
  - 清田区 - 平岡樹芸センター、平岡公園
- 石狩市 - 番屋の湯、石狩灯台、石狩市のハマナス、厚田公園、サーモンファクトリー、浜益温泉、戸田記念墓地公園、石狩浜海水浴場、マクンベツ湿原、いしかり湾漁協朝市、浜益ふるさと市場、道の駅石狩「あいろーど厚田」、雄冬岬
- 江別市 - 道立自然公園野幌森林公園、江別河川防災ステーション、町村農場ミルクガーデン、江別市ガラス工芸館
- 北広島市 - エスコンフィールドHOKKAIDO、三井アウトレットパーク 札幌北広島、里の森 天然温泉 森のゆ、札幌ゴルフ倶楽部輪厚コース、旧島松駅逓所、札幌北広島ゴルフ倶楽部、くるるの杜、竹山高原温泉、ダイナスティスキーリゾート
- 恵庭市 - むらかみ牧場、恵庭温泉、サッポロビール北海道工場、えこりん村、道の駅花ロードえにわ、恵庭アコースティック野外音楽祭
- 千歳市 - 支笏湖、新千歳空港、サケのふるさと 千歳水族館、道の駅サーモンパーク千歳、丸駒温泉、支笏湖温泉、松原温泉、青葉公園、美笛キャンプ場、インディアン水車、支笏湖ビジターセンター、キリンビール北海道千歳工場、苔の洞門、箱根牧場、オコタンペ湖、樽前山、千歳市民夏まつり、千歳市民郷土餅つき大会
- 当別町 - ふとみ銘泉 万葉の湯、北欧の風 道の駅とうべつ、ロイズコンフェクトふと美工場、中小屋温泉、道民の森
- 新篠津村 - 道の駅しんしのつ（しんしのつ温泉 たっぷの湯）

- 北海道庁旧本庁舎
- さっぽろ羊ヶ丘展望台
- 定山渓温泉
- 支笏湖

#### 後志振興局管内

##### 羊蹄山麓
- 倶知安町 - ニセコHANAZONOリゾート、ニセコ東急 グラン・ヒラフ、羊蹄山（半月湖など）、鏡沼、三島さんちの芝ざくら庭園
- 喜茂別町 - 中山峠、道の駅望羊中山、羊蹄山
- 京極町 - ふきだし公園、羊蹄山、道の駅名水の郷きょうごく
- ニセコ町 - 道の駅ニセコビュープラザ、ニセコアンヌプリ、ニセコ温泉郷、有島記念館、甘露水、ニセコアンヌプリ国際スキー場、ニセコビレッジ、桜ヶ丘公園、羊蹄山
- 留寿都村 - ルスツリゾート、道の駅230ルスツ、羊蹄山
- 真狩村 - 羊蹄山、真狩温泉、道の駅真狩フラワーセンター、細川たかし記念像

- 羊蹄山

##### 後志北部
- 小樽市 - 小樽運河、青の洞窟、田中酒造亀甲蔵、天狗山・小樽天狗山ロープウェイ、日本銀行旧小樽支店金融資料館、メルヘン交差点・堺町通り、朝里川温泉、毛無山、小樽貴賓館 にしん御殿 旧青山別邸、小樽市総合博物館、船見坂、朝里ダム、小樽芸術村 ステンドグラス美術館、手宮公園、北一プラザ、朝里川温泉スキー場、祝津パノラマ展望台、小樽港マリーナ、おたるドリームビーチ、スノークルーズ・オーンズ、旧日本郵船小樽支店、北一ヴェネツィア美術館、蘭島海水浴場、北海道ワイン、市立小樽文学館・市立小樽美術館、おたる水族館、小樽雪あかりの路、おたる☆浅草橋オールディーズナイト、おたる潮まつり、ライジング・サン・ロックフェスティバル、小樽アニメパーティー
- 余市町 - ニッカウヰスキー余市蒸溜所、道の駅スペース・アップルよいち・余市宇宙記念館、ローソク岩、余市円山公園、余市川桜並木、鶴亀温泉、北海ソーラン祭り
- 仁木町 - 農村公園フルーツパークにき
- 古平町 - セタカムイ岩
- 積丹町 - 神威岬、積丹岬、岬の湯しゃこたん、島武意海岸
- 赤井川村 - キロロリゾート（キロロスノーワールドなど）、ホピヒルズ、道の駅あかいがわ

- 小樽運河
- 島武意海岸

##### 後志西部
- 岩内町 - 道の駅いわない、木田金次郎美術館
- 共和町 - 神仙沼、大沼、長沼、西村計雄記念美術館
- 蘭越町 - 大湯沼、ニセコ温泉郷、蘭越町貝の館
- 黒松内町 - 道の駅くろまつない、黒松内温泉
- 寿都町 - 道の駅みなとま〜れ寿都、寿都漁港、スッツ・オイスター・ビレッジ、弁慶岬
- 泊村 - 弁天島、泊漁港、法輪寺
- 神恵内村 - 西の河原、道の駅オスコイ!かもえない
- 島牧村 - 道の駅よってけ!島牧、賀老の滝

- 神仙沼
- 賀老の滝

#### 胆振総合振興局管内

##### 胆振西部
- 室蘭市 - 室蘭八景（地球岬、測量山、トッカリショ、マスイチ浜、絵鞆岬、大黒島、室蘭港の夜景など）、白鳥大橋、旧室蘭駅舎、市立室蘭水族館、白鳥大橋記念館、道の駅みたら室蘭、祝津公園、イタンキ浜、室蘭八幡宮
- 登別市 - 登別温泉（登別地獄谷、閻魔堂、大湯沼、登別原始林など）、登別オフロードパーク、のぼりべつクマ牧場・登別温泉ケーブル、登別マリンパークニクス、登別伊達時代村、カルルス温泉、新登別大橋、カルルス温泉サンライバスキー場、オロフレ峠、亀田記念公園、登別桜並木、登別地獄まつり、登別漁港まつり
- 伊達市 - 北湯沢温泉、三階滝、総合公園だて歴史の杜（旧伊達家住宅など）、有珠山サービスエリア、伊達温泉、北黄金貝塚
- 豊浦町 - 豊浦温泉、道の駅とようら、小幌駅
- 洞爺湖町 - 洞爺湖温泉、道の駅とうや湖、レークヒル・ファーム、洞爺湖ビジターセンター・火山科学館、道の駅あぷた、洞爺湖、洞爺湖噴水広場、有珠山、とうや湖ぐるっと彫刻公園、TOYAKOマンガ・アニメフェスタ
- 壮瞥町 - 昭和新山、洞爺湖、有珠山ロープウェイ、昭和新山熊牧場、有珠山火口原展望台、道の駅そうべつ情報館i(アイ)、アイヌ記念館、壮瞥公園、中島・湖の森博物館、昭和新山ガラス館

- 登別温泉の地獄谷
- 洞爺湖

##### 胆振東部
- 苫小牧市 - ウトナイ湖、ノーザンホースパーク、海の駅ぷらっとみなと市場、出光カルチャーパーク（苫小牧市サンガーデン等）、道の駅ウトナイ湖、苫小牧市科学センター、オートリゾート苫小牧アルテン、キラキラ公園、樽前ガロー、苫小牧市緑ヶ丘公園、桂ゴルフ倶楽部、苫小牧市民文化公園（苫小牧市美術博物館等）、とまこまいスケートまつり
- 白老町 - ウポポイ、ポロト湖、虎杖浜温泉、倶多楽湖、白老仙台藩陣屋跡、白老牛肉まつり
- 安平町 - 鶴の湯温泉、社台スタリオンステーション、ときわ公園、早来カントリー倶楽部、道の駅あびら D51ステーション
- 厚真町 - あつまスタードーム
- むかわ町 - 道の駅むかわ四季の館、むかわ温泉、中村記念館、穂別博物館

- 倶多楽湖

#### 日高振興局管内
- 浦河町 - 日高育成牧場、うらかわ優駿ビレッジAERU、優駿さくらロード
- 日高町 - 道の駅樹海ロード日高、門別競馬場
- 平取町 - 平取温泉、二風谷アイヌ文化博物館、萱野茂二風谷アイヌ資料館、平取町芽生すずらん群生地、幌尻岳
- 新冠町 - 道の駅サラブレッドロード新冠・レ・コード館、新冠温泉、太陽の森 ディマシオ美術館、優駿記念館、幌尻岳
- 新ひだか町 - 道の駅みついし・三石海浜公園、二十間道路桜並木、蓬莱山公園、新ひだか町アイヌ民俗資料館
- 様似町 - アポイ岳、エンルム岬
- えりも町 - 襟裳岬（襟裳岬灯台、百人浜など）、住吉神社、黄金道路、襟裳岬風の館、豊似湖

- 二風谷アイヌ文化博物館
- 二十間道路桜並木
- アポイ岳

### 道南

#### 渡島総合振興局管内
- 函館市 - 世界三大夜景の函館山（函館山ロープウェイ、碧血碑など）、五稜郭タワー、金森赤レンガ倉庫、湯の川温泉、重要伝統的建造物群保存地区「元町」（八幡坂、基坂、函館ハリストス正教会、旧函館区公会堂、函館市旧イギリス領事館、函館聖ヨハネ教会、カトリック元町教会、チャチャ登り、元町公園、大三坂など）、はこだて自由市場、五稜郭、谷地頭温泉、見晴公園・香雪園、トラピスチヌ修道院、立待岬、船魂神社、はこだて海鮮市場、函館市青函連絡船記念館摩周丸、函館駅、函館市北方民族資料館、厳島神社、函館空港、キラリス函館、土方歳三最期の地碑、北海道立函館美術館、健康の森、函館公園、昭和公園、水無海浜温泉、函館市縄文文化交流センター、道の駅縄文ロマン 南かやべ、啄木小公園、称名寺、道の駅なとわ・えさん、恵山・恵山岬、函館市熱帯植物園、函館競馬場、石川啄木座像、はこだて明治館、北海道第一歩の地碑、高龍寺、市民の森、実行寺、真宗大谷派函館別院、外国人墓地、シエスタ ハコダテ、賽の河原、函館朝市、北海道立道南四季の杜公園、青函カップヨットレース、はこだてクリスマスファンタジー
- 松前町 - 北海道遺産「福山城と寺町」（松前城、光善寺、松前藩屋敷、法華寺など） 、白神岬、道の駅北前船 松前、松前城下時代まつり
- 福島町 - 横綱千代の山・千代の富士記念館、道の駅横綱の里ふくしま、福島町青函トンネル記念館
- 知内町 - 道の駅しりうち、知内温泉
- 木古内町 - 道の駅みそぎの郷 きこない、サラキ岬、木古内町寒中みそぎ祭り
- 北斗市 - トラピスト修道院、新函館北斗駅前ビル、きじひき高原、東前温泉 しんわの湯、天然温泉七重浜の湯、法亀寺
- 七飯町 - 大沼・小沼、函館七飯スノーパーク、北海道駒ヶ岳、城岱牧場、日暮山、はこだてわいん葡萄館、山川牧場、道の駅なないろ・ななえ
- 鹿部町 - 道の駅しかべ間歇泉公園、北海道駒ヶ岳
- 森町 - 濁川温泉、道の駅YOU・遊・もり、道の駅つど〜る・プラザ・さわら、オニウシ公園、青葉ヶ丘公園、北海道駒ヶ岳
- 八雲町 - 北海道立噴火湾パノラマパーク、八雲町郷土資料館
- 長万部町 - 二股ラジウム温泉、平和祈念館

- 世界三大夜景函館山
- 金森赤レンガ倉庫
- 松前城
- 北海道駒ヶ岳

#### 檜山振興局管内
- 江差町 - 道の駅江差、開陽丸記念館、いにしえ街道、法華寺、江差追分会館・江差山車会館、鴎島、姥神大神宮渡御祭、江差追分全国大会、江差かもめ島祭り
- 上ノ国町 - 道の駅上ノ国もんじゅ、勝山館跡
- 厚沢部町 - 道の駅あっさぶ、館城跡
- 乙部町 - 元和台海浜公園
- せたな町 - 平和祈念公園、浮島公園、道の駅てっくいランド大成、親子熊岩
- 今金町 - 美利河温泉
- 奥尻町 - 奥尻島津波館、賽の河原公園、鍋釣岩

- 江差追分会館・江差山車会館
- 親子熊岩

### 道北

#### 上川総合振興局管内
上川地方は北海道パウダーベルトと呼ばれ良質なスキー場が集中している。

##### 上川南部
- 富良野市 - 富良野チーズ工房、ニングルテラス、フラノマルシェ、麓郷の森、ふらのジャム園、ハイランドふらの、ふらのワイン工場、富良野スキー場、朝日ヶ丘総合公園、鳥沼公園、北海へそ祭り
- 上富良野町 - 吹上温泉、フラワーランドかみふらの、深山峠アートパーク、十勝岳温泉、ジェットコースターの路、かんのファーム、深山峠、ファーム富田ラベンダーイースト、日の出公園、後藤純男美術館
- 中富良野町 - ファーム富田、北星山ラベンダー園、中富良野町営ラベンダー園、彩香の里
- 南富良野町 - 幾寅駅、かなやま湖、道の駅南ふらの
- 占冠村 - 星野リゾート・トマム、湯の沢温泉 森の四季、赤岩青巌峡

- ファーム富田

##### 上川中部
- 旭川市 - 旭川市旭山動物園、就実の丘、旭川市科学館 サイパル、男山酒造り資料館、あさひかわ北彩都ガーデン、高砂温泉、ナナカマド並木、旭橋、上野ファーム、平和通買物公園、神居古潭、旭川市博物館、高砂明治酒蔵、三浦綾子記念文学館、常磐公園、上川神社、道の駅あさひかわ、北鎮記念館、カムイスキーリンクス、北海道護國神社、外国樹種見本林、旭川デザインセンター、北限の梅の木、男山自然公園、北海道立旭川美術館、神楽岡公園、井上靖記念館、中原悌二郎記念旭川市彫刻美術館、旭川冬まつり、北海道音楽大行進、永山屯田まつり、北の恵み 食べマルシェ
- 美瑛町 - 青い池、白ひげの滝、四季彩の丘、セブンスターの木、ケンとメリーの木、十勝岳望岳台、パッチワークの路、十勝岳、白金温泉、北西の丘展望公園、新栄の丘展望公園、拓真館、マイルドセブンの丘、親子の木、三愛の丘展望公園、パノラマロード、美瑛岳、新星館 須田剋太・島岡達三美術館
- 東川町 - 旭岳（旭岳ロープウェイなど）、道の駅ひがしかわ「道草館」、天人峡、姿見の池、旭岳温泉、羽衣の滝、天人峡温泉、東川町キトウシ森林公園家族旅行村（キャンモアスキービレッジなど）、旭岳スキーコース
- 上川町 - 大雪山層雲峡・黒岳ロープウェイ、流星の滝・銀河の滝、大雪山、大雪高原・大雪高原温泉、層雲峡温泉、層雲峡（大函・小函など）、層雲峡ビジターセンター、銀泉台、北海道アイスパビリオン、大雪 森のガーデン、石北峠、大雪展望台・エスポワールの鐘、浮島湿原、層雲峡氷瀑まつり
- 東神楽町 - 旭川空港、ひがしかぐら森林公園
- 鷹栖町 - 親水広場、嵐山公園、北邦野草園
- 当麻町 - 当麻鍾乳洞、道の駅とうま
- 愛別町 - 石垣山、きのこの里フェスティバル
- 比布町 - ぴっぷスキー場
- 幌加内町 - 朱鞠内湖、道の駅森と湖の里ほろかない、三頭山、幌加内町新そば祭り

- 青い池
- 四季彩の丘
- 旭川市旭山動物園
- 層雲峡温泉

##### 上川北部
- 名寄市 - なよろ温泉サンピラー、瑞生地区の芝桜、ピヤシリ山の樹氷、雲海、名寄ピヤシリスキー場
- 士別市 - 屯田兵屋、羊と雲の丘
- 和寒町 - 塩狩峠記念館、和寒町郷土資料館
- 剣淵町 - VIVAアルパカ牧場、道の駅絵本の里けんぶち、剣淵町絵本の館
- 下川町 - 五味温泉、ミニ万里の長城、アイスキャンドルミュージアム
- 美深町 - トロッコ王国美深、道の駅びふか、美深チョウザメ館、松山湿原
- 中川町 - 道の駅なかがわ、中川町エコミュージアムセンター
- 音威子府村 - 道の駅おといねっぷ、中島公園、天塩川温泉

- 名寄ピヤシリスキー場
- 塩狩峠記念館
- 松山湿原

#### 留萌振興局管内
- 留萌市 - 黄金岬、千望台、留萌市海のふるさと館
- 増毛町 - 厳島神社
- 小平町 - 旧花田家番屋、小平町総合交流ターミナル ゆったりかん、道の駅おびら鰊番屋
- 苫前町 - 三毛別羆事件復元地、道の駅風Wとままえ
- 羽幌町 - 焼尻島（白浜海岸など）、天売島、道の駅ほっと♡はぼろ、はぼろサンセットビーチ、焼尻めん羊まつり
- 初山別村 - 初山別温泉、しょさんべつ天文台
- 遠別町 - 旭温泉、道の駅えんべつ富士見
- 天塩町 - 道の駅てしお、川口遺跡

- 黄金岬
- 天売島（赤岩）
- しょさんべつ天文台

#### 宗谷総合振興局管内
- 稚内市 - 宗谷岬・宗谷岬公園（日本最北端の地の碑、間宮林蔵像、大岬旧海軍望楼跡など）、野寒布岬、稚内副港市場、稚内駅、宗谷丘陵・宗谷岬ウインドファーム、道の駅わっかない、北防波堤ドーム、稚内公園（氷雪の門、稚内市開基百年記念塔・北方記念館、九人の乙女の像など）、白い道、旧瀬戸邸、稚内港、稚内市立ノシャップ寒流水族館、恵山泊漁港公園、大沼、稚内温泉、稚内西海岸、浜勇知園地・こうほねの家、抜海港、北海道立宗谷ふれあい公園、JAPAN CUP 全国犬ぞり稚内大会
- 猿払村 - 道の駅さるふつ公園、エサヌカ原生花園、カムイト沼
- 中頓別町 - 中頓別鍾乳洞
- 浜頓別町 - 浜頓別温泉、クッチャロ湖、道の駅北オホーツクはまとんべつ
- 枝幸町 - 道の駅マリーンアイランド岡島、北見神威岬
- 礼文町 - 澄海岬、スコトン岬、桃岩、地蔵岩、北のカナリアパーク、桃台猫台展望台、レブンアツモリソウ群生地、ゴロタ岬、久種湖、礼文岳、愛とロマンの8時間コース
- 利尻町 - 利尻山（利尻富士）、利尻町立博物館、寝熊の岩、仙法志御崎公園、沓形岬公園、利尻ふれあい温泉
- 利尻富士町 - 利尻山（利尻富士）、オタトマリ沼、姫沼、甘露泉水、ペシ岬、夕日ヶ丘展望台、利尻富士温泉
- 豊富町 - 豊富温泉、サロベツ原野
- 幌延町 - サロベツ原野、トナカイ観光牧場、パンケ沼

- 宗谷岬
- スコトン岬
- 北見神威岬

### 道東

#### オホーツク総合振興局管内

##### 網走地方
- 網走市 - 博物館網走監獄、オホーツク流氷館、道の駅流氷街道網走、能取岬、北海道立北方民族博物館、能取湖、モヨロ貝塚、天都山、網走の蜃気楼（幻氷）、オホーツク海の流氷・網走流氷観光砕氷船、網走市立郷土博物館、網走市立美術館、オロチョンの火祭り
- 斜里町 - オシンコシンの滝、知床八景・世界遺産知床（知床硫黄山、知床五湖、フレペの滝、羅臼岳、知床岬、カムイワッカ湯の滝ほか）、知床観光船、知床自然センター、天に続く道、道の駅うとろ・シリエトク、知床博物館、斜里岳、知床海岸、斜里町のハマナス、ゴジラ岩
- 清里町 - 神の子池、さくらの滝、道の駅パパスランドさっつる、裏摩周展望台、緑ヶ丘公園、斜里岳
- 小清水町 - 小清水原生花園、じゃがいも街道、濤沸湖
- 大空町 - メルヘンの丘、大空町ひまわり畑、網走湖、女満別空港、ひがしもこと芝桜公園、ひがしもこと乳酪館、朝日ヶ丘公園
- 美幌町 - 美幌峠、道の駅ぐるっとパノラマ美幌峠
- 津別町 - 道の駅あいおい、津別峠、チミケップ湖、シゲチャンランド

- 博物館網走監獄
- 知床硫黄山
- 知床八景
（オシンコシンの滝）
- 小清水原生花園

##### 北見地方
- 北見市 - 北の大地の水族館、道の駅おんねゆ温泉、北きつね牧場、ワッカ原生花園、北見ファミリーランド、温根湯温泉、北見ハッカ記念館、ノーザンアークリゾート、北見厳寒の焼き肉まつり、サロマ湖100キロウルトラマラソン
- 訓子府町 - 訓子府温泉
- 置戸町 - おけと湖
- 佐呂間町 - サロマ湖、サロマ湖展望台、道の駅サロマ湖

- サロマ湖

##### 遠紋地方
- 紋別市 - オホーツクとっかりセンター、氷海展望塔オホーツクタワー、オホーツク海の流氷（ガリンコ号2）、道の駅オホーツク紋別・北海道立オホーツク流氷公園、紋別市立博物館、北海道立オホーツク流氷科学センター、もんべつ流氷まつり
- 湧別町 - かみゆうべつチューリップ公園、道の駅かみゆうべつ温泉チューリップの湯、道の駅愛ランド湧別・ファミリー愛ランドYOU
- 遠軽町 - 太陽の丘えんがる公園、木のおもちゃワールド館ちゃちゃワールド、道の駅まるせっぷ、丸瀬布森林公園いこいの森、山彦の滝、遠軽町丸瀬布ふるさと公園、丸瀬布温泉、天狗岳、瞰望岩
- 滝上町 - 滝上公園、道の駅香りの里たきのうえ
- 興部町 - 興部町のナナカマド、道の駅おこっぺ
- 雄武町 - 道の駅おうむ、日の出岬
- 西興部村 - 道の駅にしおこっぺ花夢、行者の滝

- 流氷
（ガリンコ号2）
- 太陽の丘えんがる公園
- 滝上公園

#### 十勝総合振興局管内
- 帯広市 - 帯広競馬場（ばんえい競馬、馬の資料館、とかちむらなど）、愛国駅、幸福駅、真鍋庭園、おびひろ動物園、天然温泉やよい乃湯、オベリベリ温泉 水光園、緑ヶ丘公園（帯広百年記念館、北海道立帯広美術館など）、帯広駅、とかちプラザ、紫竹ガーデン、自由ヶ丘温泉、帯広空港、十勝ヌップクガーデン、勝毎花火大会、おびひろ氷まつり、とかちマルシェ、フードバレーとかちマラソン
- 新得町 - 狩勝峠、サホロリゾート（サホロリゾート ベア・マウンテン、サホロリゾートスキー場など）、くったり温泉、トムラウシ温泉、新得そばの館、Shintoku空想の森映画祭、しんとく新そば祭り
- 清水町 - 十勝千年の森、清水公園、剣山、日勝峠、清水円山展望台
- 幕別町 - 幕別温泉、道の駅忠類・忠類ナウマン象記念館、ナウマン温泉、十勝ヒルズ
- 池田町 - いけだワイン城、DCTgarden IKEDA、まきばの家
- 豊頃町 - 十勝川河畔のハルニレの木、長節湖
- 本別町 - 道の駅ステラ★ほんべつ
- 音更町 - 柳月スイートピアガーデン、十勝川温泉、十勝ネイチャーセンター、道の駅おとふけ、十勝が丘公園、十勝エコロジーパーク、家畜改良センター十勝牧場、勝毎花火大会、十勝川白鳥まつり彩凛華
- 士幌町 - しほろ温泉、道の駅ピア21しほろ、道の駅しほろ温泉
- 上士幌町 - 旧国鉄士幌線コンクリートアーチ橋梁群（タウシュベツ川橋梁など）、ナイタイ高原牧場、ぬかびら温泉、三国峠、ひがし大雪自然館、上士幌町鉄道資料館、幌加温泉、糠平湖、ぬかびら源泉郷スキー場、上士幌バルーンフェスティバル
- 鹿追町 - 然別湖、神田日勝記念美術館、道の駅しかおい、道の駅うりまく、鹿追町ライディングパーク、然別湖畔温泉、とかち鹿追ジオパーク
- 芽室町 - 芽室公園
- 大樹町 - 晩成温泉、道の駅コスモール大樹、大樹町多目的航空公園
- 広尾町 - 黄金道路、フンベの滝
- 足寄町 - オンネトー、道の駅あしょろ銀河ホール21、雌阿寒温泉、雌阿寒岳、阿寒富士、芽登温泉、足寄動物化石博物館、ラワンブキ
- 陸別町 - ふるさと銀河線りくべつ鉄道、道の駅オーロラタウン93りくべつ、銀河の森天文台、しばれフェスティバル
- 浦幌町 - 道の駅うらほろ、昆布刈石展望台、留真温泉
- 中札内村 - 花畑牧場、道の駅なかさつない、六花の森、中札内美術村、中札内村豆資料館 ビーンズ邸、十勝野フロマージュ、ピョウタンの滝
- 更別村 - 道の駅さらべつ、十勝スピードウェイ、全日本ママチャリ耐久レース

- ばんえい競馬
- 然別湖
- 十勝川温泉
- オンネトー

#### 釧路総合振興局管内
- 釧路市 - 阿寒湖・ボッケ、釧路和商市場、幣舞橋、釧路湿原、阿寒湖アイヌコタン、丹頂鶴自然公園、釧路フィッシャーマンズワーフMOO、阿寒湖温泉、雄阿寒岳、雌阿寒岳、道の駅阿寒丹頂の里、釧路市動物園、双湖台、釧路市立博物館、マリモ展示観察センター、山花温泉リフレ、釧路市こども遊学館、阿寒湖畔エコミュージアムセンター、まなぼっと幣舞（釧路市立美術館など）、北斗遺跡、鶴ヶ岱公園、阿寒国際ツルセンター、あいすランド阿寒、北海道立釧路芸術館、太平洋炭礦 炭鉱展示館、くしろ氷まつり、くしろチューリップ&花フェア、くしろ霧フェスティバル、くしろ港まつり、釧路湿原全国車いすマラソン、くしろ市民北海盆踊り、釧路大漁どんぱく
- 釧路町 - 細岡展望台、釧路川、釧路湿原
- 厚岸町 - 道の駅厚岸グルメパーク、厚岸水鳥観察館、尻羽岬、愛冠岬
- 浜中町 - 霧多布湿原、琵琶瀬展望台、霧多布温泉、霧多布岬
- 標茶町 - コッタロ湿原、塘路湖、サルボ展望台、多和平、釧路湿原
- 弟子屈町 - 摩周湖、アトサヌプリ（硫黄山）、屈斜路湖・和琴半島、川湯温泉、大鵬相撲記念館、道の駅摩周温泉、渡辺体験牧場、川湯ビジターセンター、900草原展望台、池の湯温泉、和琴温泉、コタン温泉、砂湯キャンプ場、弟子屈町のひまわり畑、摩周温泉、弟子屈町屈斜路コタンアイヌ民俗資料館
- 白糠町 - 道の駅しらぬか恋問、逍遥公園
- 鶴居村 - 鶴見台、鶴居・伊藤タンチョウサンクチュアリ、釧路湿原

- 釧路フィッシャーマンズワーフMOO
- 愛冠岬
- 屈斜路湖

#### 根室振興局管内
- 根室市 - 納沙布岬、道の駅スワン44ねむろ、春国岱・根室市春国岱原生野鳥公園ネイチャーセンター、風蓮湖、北方館、根室市のハマナス、明治公園、北海道立北方四島交流センター、根室車石
- 別海町 - トドワラ・ナラワラ、野付半島・野付半島ネイチャーセンター、道の駅おだいとう
- 中標津町 - ムツ牧場 ひだまり乗馬クラブ、開陽台、養老牛温泉、中標津空港、ミルクロード、北海道立ゆめの森公園、なかしべつ夏祭り、なかしべつ冬まつり、なかしべつ330°開陽台マラソン
- 標津町 - 標津サーモン科学館、ポー川史跡自然公園、天空への道
- 羅臼町 - 道の駅知床・らうす、世界遺産知床（知床峠・羅臼岳・羅臼湖・知床岬ほか）、羅臼温泉、知床羅臼ビジターセンター、羅臼国後展望塔、羅臼漁港

- 納沙布岬
- 開陽台